# Ассинибойн (река)
Ассинибо́йн (англ. Assiniboine) — река длиной 1070 км, протекающая по прериям Канадского Запада в провинциях Саскачеван и Манитоба.

## Этимология
Название реки происходит от индейского коренного народа ассинибойнов.

## География

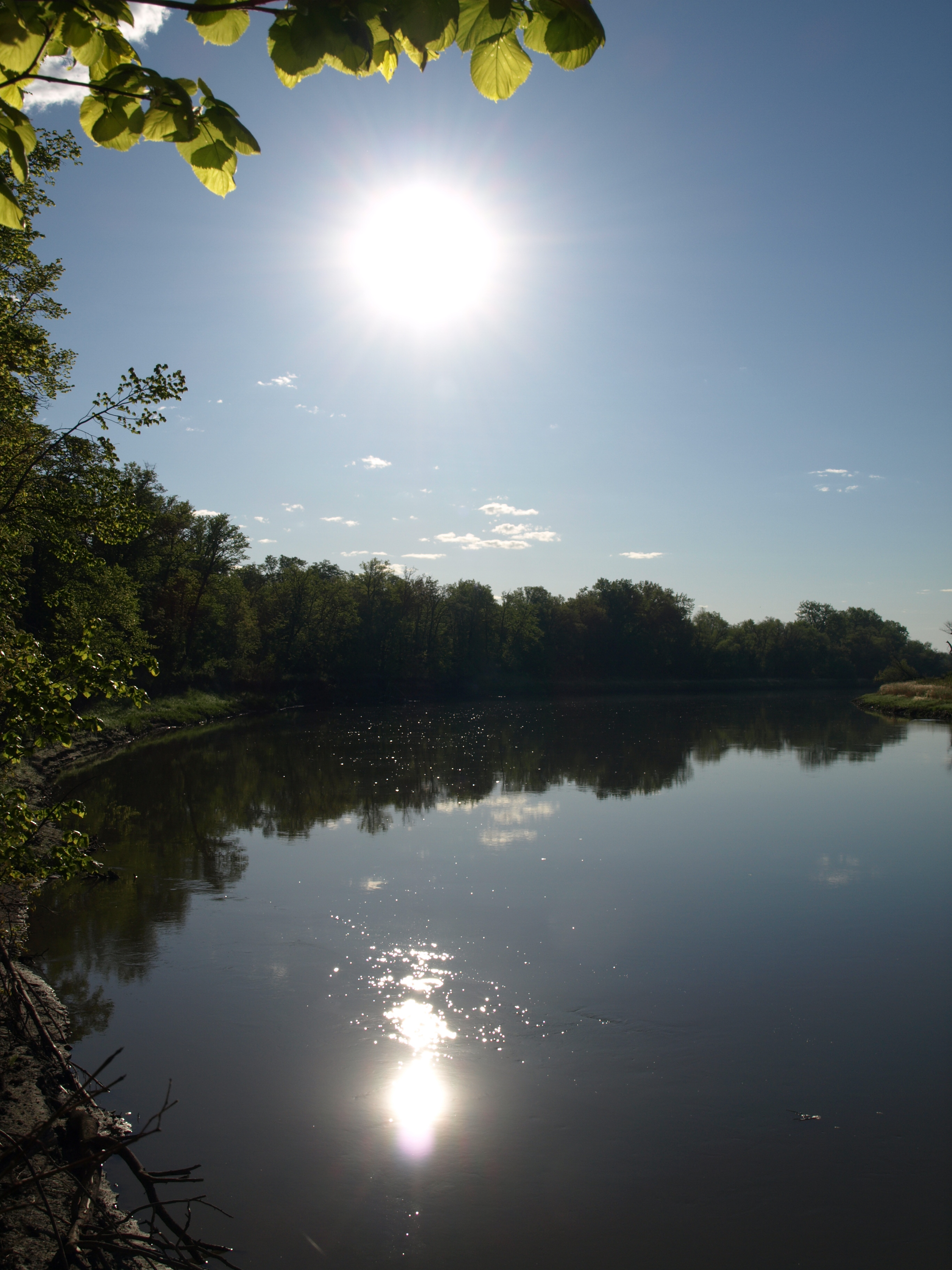
Река Ассинибойн

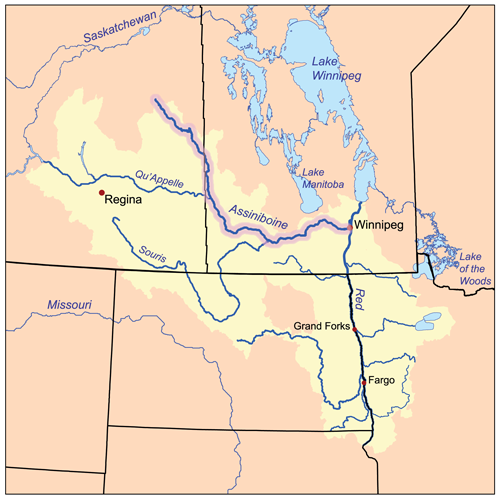
Бассейн Ассинибойна

Река Ассинибойн течёт с юго-востока Саскачевана и впадает в Ред-Ривер в Виннипеге, столице Манитобы.
Эта река протекает по различным ландшафтам: по широким ровным долинам или по возвышенностям, где её берега бывают обрывистыми. Во время наводнений часть воды из реки может отводиться в озеро Манитоба в Портидж-ла-Прери.
Двумя основными притоками реки Ассинибойн являются:
- река Сурис, которая берёт начало в провинции Саскачеван, протекает по территории США и возвращается в Канаду в провинции Манитоба.
- река К’Аппель, которая протекает с запада провинции Саскачеван и впадает в Ассинибойн в Манитобе около города Эллис.